# بخش ممقان
بخش ممقان یکی از بخش‌های تابعهٔ شهرستان آذرشهر در استان آذربایجان شرقی می‌باشد.

## تقسیمات کشوری
- - روستای متروکه تورامین

شهرها: ممقان

## جمعیت
بنابر سرشماری مرکز آمار ایران، جمعیت بخش ممقان در سال ۱۳۹۵ خورشیدی، برابر با ۱۷۶۷۰ نفر بوده‌است.